# Nuevo Pochote
La localidad de Nuevo Pochote está situado en el Municipio de Emiliano Zapata (en el Estado de Tabasco), México. 

## Población
Tiene 204 habitantes. 

## Altitud
Nuevo Pochote está a 10 m s. n. m.

## Colegios y Escuelas
ANDRES GRANADILLO VIVAS  
PREESCOLAR COMUNITARIO 
SECUNDARIA COMUNITARIA 